# Deserta raptoria
Deserta raptoria är en insektsart som beskrevs av Ball 1937. Deserta raptoria ingår i släktet Deserta och familjen Dictyopharidae. Inga underarter finns listade i Catalogue of Life.